# Мухамед Бешић
Мухамед Бешић (10. септембар 1992) босанскохерцеговачки је фудбалер који игра на позицији дефанзивног везног играча и тренутно наступа за Ференцварош.

## Каријера
Рођен је у Берлину али су му родитељи пореклом из Босне и Херцеговине. Бешић се придружио локалном клубу Тенис Борусија Берлин када је имао 14 година и ту је остао до своје 16 године када је потписао за ФК Хамбургер. Дана 4. новембра 2010. Бешић је потписао свој први професионални уговор са клубом Хамбургер до јуна 2013. године. Дебитовао је у утакмици Бундеслиге против Борусије Дортмунд 12. новембра 2010. Бешић је ушао као замена у 80. минуту када је Дортмунд већ водио 2:0. Недељу дана касније играо је целу утакмицу против Хановера где су изгубили 3:2. 
У марту 2012. Бешић је суспендован из прве екипе због недостатка дисциплине. Медији су преносили да је менаџер Торстен Финк давио Бешића и избацио га из свлачионице. 

### Ференцварош
Бешић је 2012. године у бесплатном трансферу потписао за мађарски клуб Ференцварош. Први и једини гол за клуб постигао је у победи над клубом Пакш. У својој првој сезони, помогао је екипи да освоји мађарски куп (Ligacupa) победивши МОЛ Види у финалу. У јулу 2013. године, Бешић је продужио свој уговор са Ференцварошом до 2016.

### Евертон
Бешић је 28. јула 2014. године потписао петогодишњи уговор са Евертоном за непознату накнаду али се нагађало да је око 4 милиона фунти. Након што је био неискоришћена замена у прве две утакмице у сезони, први пут је наступио у Премијер лиги 30. августа против Челсија, замењујући Лукакуа у 89. минуту. У тој утакмици направио је дефанзивну грешку која је омогућила противнику Дијегу Кости да постигне коначни гол у поразу од 3:6. Бешић је први пут стартовао за Евертон у дербију против Ливерпула 27. септембра, након што га је заменио Самјуел Ето а утакмица се завршила 1:1.
Његова друга сезона у Евертону била је праћена повредом тетиве колена што му је ограничавало појављивање и време играња. У фебруару 2016. године изабран је за Евертоновог играча месеца за јануар. Такође је продужио уговор до јуна 2021. 
У августу 2016. године Бешић није играо око шест месеци због повреде колена. Средином 2017. је играо за Евертонов тим до 23. године и тако се враћао у форму. Пропустио је целу сезону 2016/17, не играјући ни минут за Евертон. 

## Каријера у репрезентацији
Бешић је у једном интервјуу тврдио да је одбио понуду да игра за репрезентацију Немачке јер је желео да игра за Босну и Херцеговину. 
Дана 5. новембра 2010. Бешић је позван у сениорску екипу Сафета Сушића за пријатељску утакмицу против Словачке. Он је дебитовао у тој утакмици и тиме постао најмлађи играч који је икада играо за Босну и Херцеговину на вишем нивоу. 
Бешић је изабран да игра за Босну и Херцеговину на ФИФА Светском првенству 2014. године. Дебитовао је на турниру у уводној групној утакмици где је Босна изгубила од Аргентине са 2:1 .
Добио је црвени картон 6. септембра 2015. за победу 3:0 против Андоре у квалификационој утакмици УЕФА Еуро 2016 због бацања жвакаће гуме на противничког играча.

## Стил игре
Током своје каријере, Бешић је распоређен као десни бек и као одбрамбени играч иако је његов положај, по његовим речима, дефанзивни везни играч.
Евертонов менаџер Роберто Мартинез га је описао 2014. године као „веома комплетног фудбалера”, који зна да може бити јак и агресиван, али на исти начин је и технички играч на лопти.

## Приватни живот
Дана 4. јула 2013. године је постао амбасадор француске организације Емаус која се бави бескућницима и сиромашним људима. 
Бешић је отац две кћерке које има са својом дугогодишњом девојком. 